# Dipartimento del Panaro
Il dipartimento del Panaro fu un dipartimento della Repubblica Cispadana, della Repubblica Cisalpina, della Repubblica Italiana e infine del Regno d'Italia, dal 1797 al 1815. Prendeva il nome dal fiume Panaro e aveva come capoluogo Modena.

## Storia

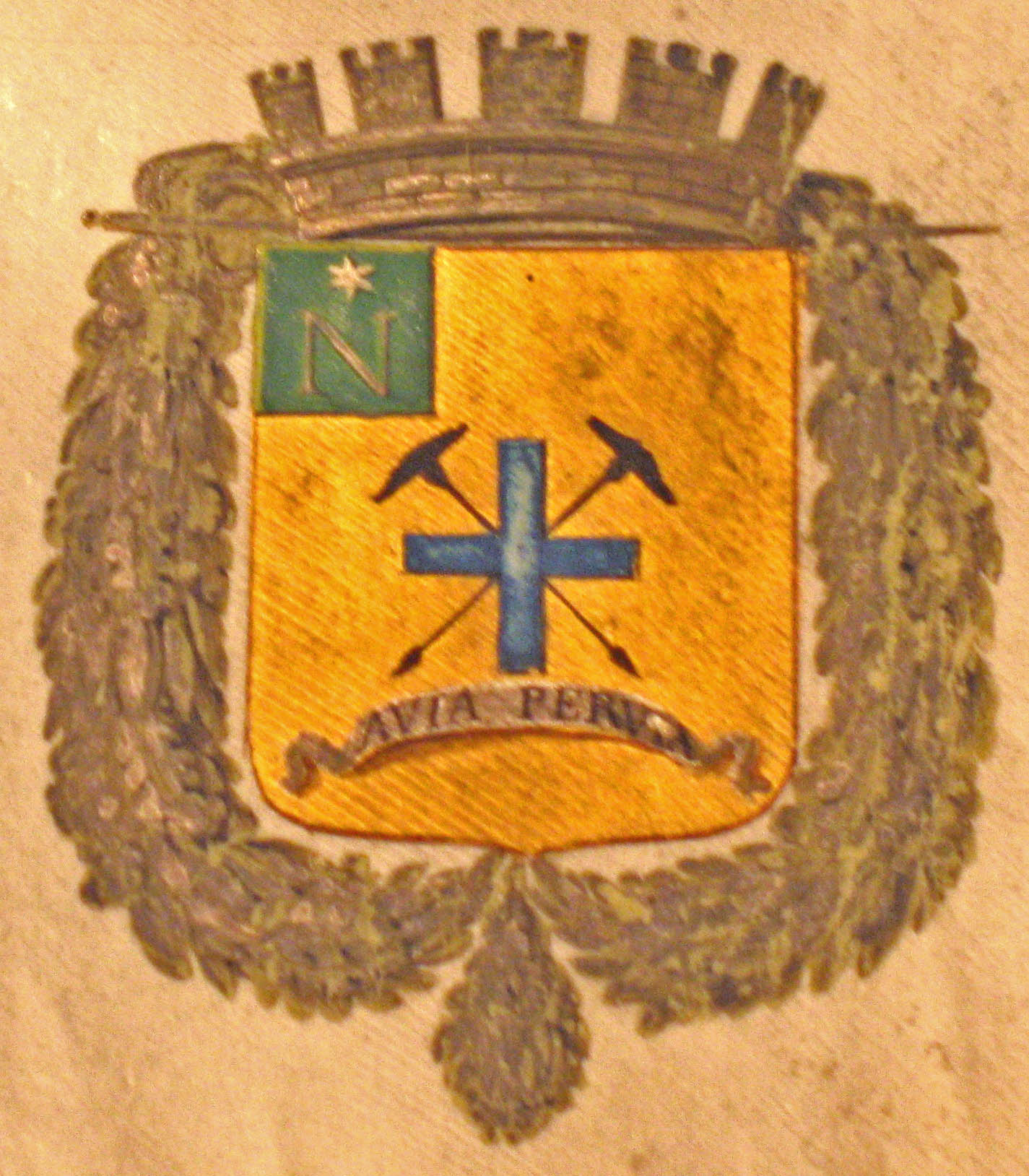
Stemma di Modena durante il periodo napoleonico

Il dipartimento fu creato il 5 gennaio 1797 alla creazione della Repubblica Cispadana, per poi essere integrato nella Repubblica Cisalpina includendo i territori del dipartimento cispadano del Serchio. 
Per un anno, dall’ingresso nella Cisalpina nel 1797 al golpe conservatore del 1798, furono inclusi molti dei comuni dell’Oltrepò mantovano, nell’intento poi abbandonato di portare sul Po i confini provinciali col dipartimento del Mincio. In compenso, col golpe vennero recuperati i comuni della Garfagnana dal disciolto dipartimento delle Alpi Apuane, anche se si dovette cedere qualche comune di confine come Castelfranco al dipartimento del Reno.
Il 1º maggio 1806 Napoleone decise il rimaneggiamento dell’Italia in seguito alla trionfale pace di Presburgo, e la Garfagnana fu trasferita al Principato di Lucca e Piombino.
Il dipartimento venne successivamente ricreato per un breve periodo tra l'aprile e il maggio 1815 in occasione della riconquista delle regioni centro-meridionali dell'Italia da parte di Gioacchino Murat.

## Distretti

### Legge 11 fiorile VI
1. Comune di Modena
2. Comune di Carpi
3. Comune di Mirandola
4. Comune di Revere
5. Comune di Quistello
6. Comune di Poggio
7. Comune di Nonantola
8. Comune di Quistello
9. Distretto di Campogalliano
10. Distretto di Soliera
11. Distretto di Novi
12. Distretto di Concordia
13. Distretto di Bomporto
14. Distretto di Castelfranco
15. Distretto di Spilamberto
16. Distretto di Formigine
17. Distretto di Spezzano
18. Distretto di Vignola
19. Distretto di Guiglia
20. Distretto di Montese
21. Distretto di Paullo
22. Distretto di Fanano
23. Distretto di Pieve Pelago
24. Distretto di Polinago

### Legge 21 vendemmiale VII
1. Distretto di Modena
2. Distretto di Carpi
3. Distretto di Mirandola
4. Distretto di Bonporto
5. Distretto di Finale
6. Distretto di Rubiera
7. Distretto di Sassuolo
8. Distretto di Spilamberto
9. Distretto di Paullo
10. Distretto di Montefiorino
11. Distretto di Fanano
12. Distretto di Castelnuovo
13. Distretto di Camporgiano
14. Distretto di Trasilico

### Legge 23 fiorile IX
1. distretto di Modena
2. distretto di Castelnuovo di Garfagnana

### Decreto 8 giugno 1805
1. distretto di Modena
  1. cantone di Modena
  2. cantone di Carpi
  3. cantone di Sassuolo
  4. cantone di Sestola
  5. cantone di Montefiorino
2. distretto della Mirandola
  1. cantone della Mirandola
  2. cantone di Finale
3. distretto di Castelnuovo di Garfagnana
  1. cantone di Castelnuovo di Garfagnana